# Провинция Гвинейского залива
Провинция Гвинейского залива — испанская административная единица, существовавшая между 1956 и 1959 годами на территории нынешней Экваториальной Гвинеи.

## История
В 1926 году была образована Испанская Гвинея из колонии Рио-Муни (образована в 1900 году), острова Фернандо-По, колонии Элобей, Аннобон и Кориско и других прилегающих островов.
21 августа 1956 года была образована указом, постановившим переименовать Испанскую Гвинею в Провинцию Гвинейского залива. Аппарат управления Гвинеей, учреждённый 9 апреля 1947 года, был переименован в аппарат управления администрацией Провинции Гвинейского залива, прежде чем снова быть переименованным в 1966 году в аппарат управления Экваториальной Гвинеей.
Позже, в 1959 году, эта провинция будет упразднена, разделившись на две: провинцию Фернандо-По и провинцию Рио-Муни.